# David Morrissey
David Mark Morrissey (Liverpool, 21 de junio de 1964) es un actor, director, productor y guionista inglés, conocido por interpretar a Philip Blake el Gobernador en la serie de la AMC The Walking Dead.

## Biografía
David Morrissey nació en Kensington (Liverpool), en 1964. Hijo de Joe, un zapatero, y de Joan, que trabajaba para la empresa Littlewoods. David es el menor de sus tres hermanos, Tony, Paul y Karen.
De niño le interesó el cine, la televisión y los musicales de Gene Kelly. Después de ver la película de Ken Loach Kes (1969), decidió convertirse en actor.
Asistió a la escuela de primaria St Margaret Mary's School, donde, animado por una profesora, realizó sus primeros pasos en teatro, haciendo de Espantapájaros en la producción teatral El maravilloso mago de Oz, con once años.
Tras finalizar los estudios de secundaria, cursados en De La Salle School, entró a formar parte del Everyman Youth Theatre. Esta decisión resultó crucial en su carrera, y en 1983 tuvo su primera oportunidad con el papel de Billy Rizley en One Summer, de Channel 4, un drama juvenil.
Después de su debut profesional, abandonó Liverpool para estudiar en Londres, en la Royal Academy of Dramatic Art (RADA), graduándose en 1985. Después de un año en la RADA, Morrissey regresó a Liverpool para actuar en la obra WCPC, en el Liverpool Playhouse. A continuación, con la compañía teatral Cheek by Jowl actuó en las obras El Cid y Noche de reyes, y más tarde pasó dos años con la Royal Shakespeare Company (RSC), principalmente con la directora Deborah Warner, con quien trabajó en la obra El rey Juan en 1988. A partir de esta interpretación se hizo habitual su participación en el teatro clásico, con las obras Enrique IV, Peer Gynt, Mucho ruido y pocas nueces, In a Dark Dark House o Macbeth.
En televisión, es habitual su presencia en las series británicas más aclamadas por el público y la crítica, como The Storyteller, Our Mutual Friend, Clocking Off, Holding On, State of Play, The Deal, Sense and Sensibility, Doctor Who o Red Riding. En 2012 interpretó a Philip Blake el Gobernador en la serie de la AMC The Walking Dead, basada en la serie de cómics homónima creada por Robert Kirkman y Tony Moore.
En cine debutó con la película de Peter Greenaway, Conspiración de mujeres, en 1988. Posteriormente ha actuado en películas muy variadas, como Waterland, Being Human, The Commissioner, Hilary y Jackie, The Suicide Club, La mandolina del capitán Corelli, Sin control, Instinto básico 2, The Reaping, The Water Horse: Legend of the Deep, Las hermanas Bolena o Centurión.
El British Film Institute describió a Morrissey como "uno de los actores británicos más versátiles de su generación".
Además de su carrera como actor, David ha fundado su propia productora, Tubedale Films, coproductora de El hombre del tren, de Patrice Leconte, protagonizada por Johnny Hallyday y Jean Rochefort. Tudedale Films ha permitido a David iniciarse también en la dirección cinematográfica. Tras empezar con algunos cortos, David ha dirigido el proyecto televisivo Sweet Revenge, así como la película Don't Worry About Me, de la que también fue guionista.
Su esposa es la novelista Esther Freud, con quien se casó en 2006. Tienen tres hijos: Albie, Anna y Gene.